# Jan Wróblewski (szybownik)
Jan Wróblewski (ur. 6 listopada 1940 w Bydgoszczy) – polski pilot szybowcowy, pilot samolotowy, instruktor lotniczy.
Dwukrotny szybowcowy mistrz świata z South Cerney w Wielkiej Brytanii w 1965 roku i z Vršac w Jugosławii w 1972 roku. Szybowcowy wicemistrz świata z Marfy na szybowcu SZD-36 Cobra 15, USA w 1970 roku, Szybowcowy mistrz Polski w roku 1963, zwycięzca Całorocznych Zawodów Szybowcowych im. Ryszarda Bitnera w 1964 roku. Wicemistrz międzynarodowych zawodów aeroklubu Związku Radzieckiego z 1966 roku. Aeroklub Polski w 1963 roku przyznał mu najwyższe polskie wyróżnienie szybowcowe, medal Tańskiego. Międzynarodowa Komisja Szybowcowa FAI przyznała mu w 1972 roku (jako czwartemu Polakowi) najwyższe światowe wyróżnienie szybowcowe, medal Lilienthala. Ustanowił 4 krajowe rekordy szybowcowe i jeden międzynarodowy na trasie docelowo powrotnej Leszno – Olsztyn – Leszno  678,9 km na szybowcu SZD-24 Foka 4, 28 lipca 1963 roku.
W ciągu ponad 50 lat kariery lotniczej uzyskał nalot:
- ponad 10300 godzin na samolotach, w tym ok. 420 godzin jako instruktor;
- ok. 500 godzin na śmigłowcu Mi-2;
- ok. 2500 godzin jako instruktor w szkoleniu symulatorowym.

Obecnie (kwiecień 2015) jest instruktorem szkolenia symulatorowego do uprawnienia IR(A) w ATO Adriana Aviation w Watorowie.